# 졸업장

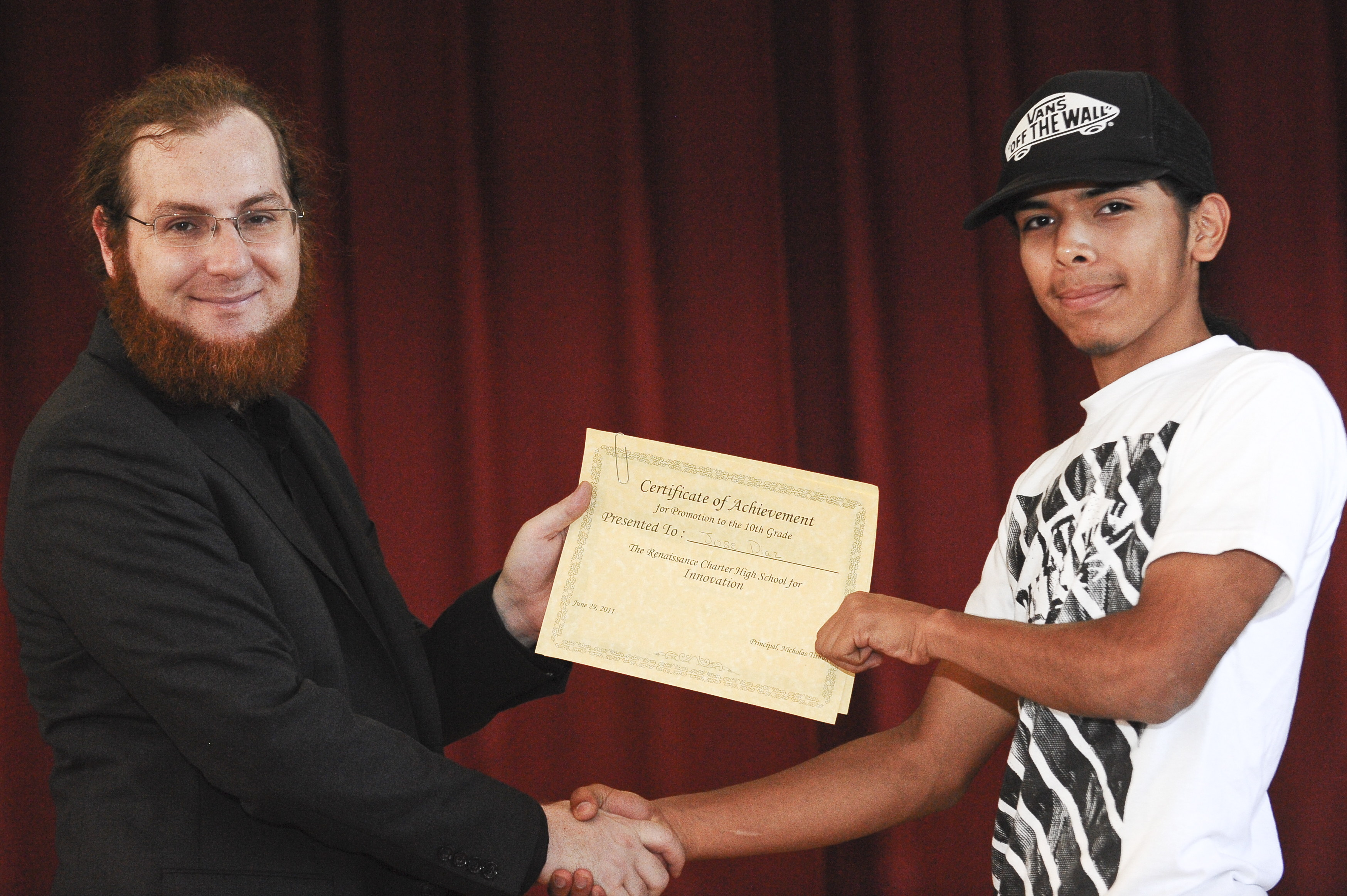
미국 고등학교에서 증서를 수여받는 학생.

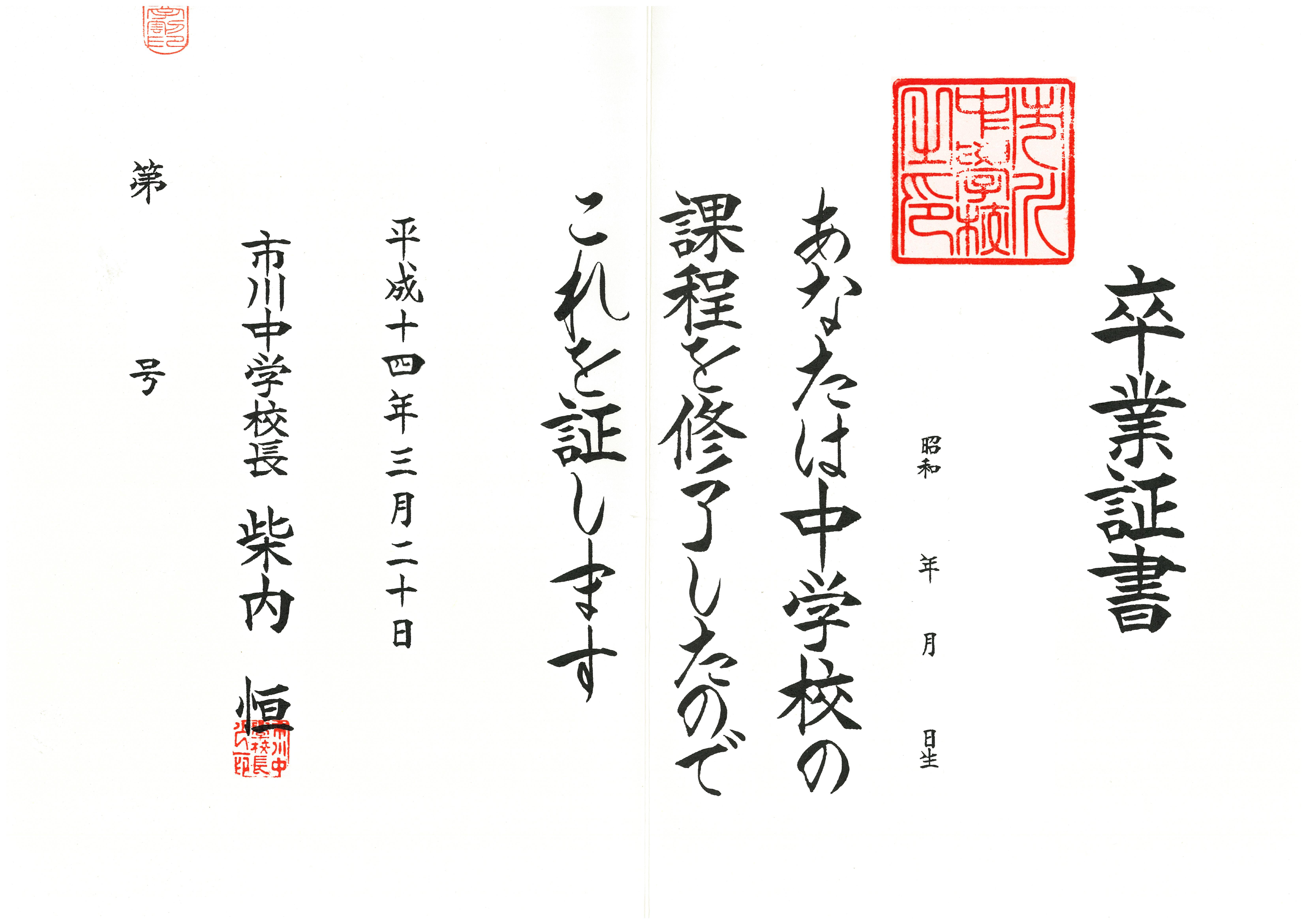
일본 지바 현 이치카와 시의 중학교 졸업장

졸업장(卒業狀), 학위 증명서(academic certificate) 또는 기술 증명서(tech certificate)는 어떤 사람이 특정 교육을 받았거나 하나 이상의 시험을 통과했음을 증명하는 문서이다. 졸업증명서와는 다르다.
여러 나라에서 증명서는 중등교육에서 취득하는 자격이다. 예를 들어, 아일랜드 학생들은 주니어 서티피케이트를 치르고 그 뒤에 리빙 서티피케이트를 치른다. 마찬가지로 다른 나라들에도 상이 있는데, 예를 들어 오스트레일리아의 뉴사우스웨일스주에서는 하이어 스쿨 서티피케이트 (HSC)가, 빅토리아주에서는 빅토리아 교육 증명서 (VCE) 등이 중등교육 이수 시 치르는 시험이다. 영국의 일부 지역에서는 중등교육 일반 증명서 (GCSE)가 16세에 치르는 일반적인 시험이며, 일반 교육 증명서 (GCE) 고급 보조 수준 (AS-level)과 고급 수준 (A-levels)은 17세와 18세에 치른다.
다른 여러 나라에서 증명서는 고등 교육 자격이다. 예를 들어, 아일랜드의 국가 증명서는 2006년에 "고등 증명서"로 대체되었다. 이들은 (학부 수준의) 증명서, (학부 수준이지만 입학을 위해 이전 학부 학위 이수가 필요한) 대학원 증명서, (대학원 수준의) 준석사 증명서라는 명칭을 가지고 있다. 홍콩에서는 학생들이 홍콩 중학 문빙을 받기 위한 시험을 치른다. 증명서는 전문학사, 디플로마, 상위 디플로마 및 고급 디플로마의 기준에 미치지 못하며, 이들 또한 학사 학위에 미치지 못한다. 준석사 증명서는 학사 학위 후에 취득하며 때로는 석사 학위보다 직업 지향적이다.
오스트레일리아에서 증명서는 학위나 디플로마보다 짧은 기간의 대학이나 다른 고등 교육 기관에서 제공하는 자격이다. 증명서는 일반적으로 TAFE 칼리지나 비학술 등록 훈련 기관 (종종 직장)에서 제공한다. 오스트레일리아에는 로마 숫자로 표시되는 네 가지 등급의 증명서가 있으며, 예를 들어 원예학 Cert. IV가 있다. 소요 시간은 다양하지만 일반적으로 Certificate I는 몇 주 과정 후에 주어지며, Cert. IV는 최대 12개월이 걸릴 수 있다. 디플로마는 Cert. IV 바로 다음에 오며 가상의 Certificate V와 동등하다고 볼 수 있다.
영국에서 고등교육 증명서 (CertHE)는 고등 교육 자격 프레임워크의 레벨 4(스코틀랜드 학점 및 자격 프레임워크의 레벨 7)에서 120 학점을 성공적으로 이수해야 한다. 이는 1학년 수준의 1년 풀타임 대학 교육에 해당한다. 각 학점은 명목상 10시간의 학습에 해당하며, 따라서 CertHE는 1,200시간의 학습이다. 이는 우등 학사 학위의 360학점(레벨 4, 5, 6/스코틀랜드의 레벨 7~10에 걸쳐 480학점) 및 고등 교육 디플로마의 240학점(레벨 4, 5/스코틀랜드의 7, 8에 걸쳐)과 비교된다. 증명서는 또한 규제 자격 프레임워크의 어떤 레벨에서든 13~36 학점 사이의 직업 자격일 수 있으며, 레벨은 자격 명칭에 명시된다.
미국에서는 고등 교육 기관에서 증명서를 제공할 수 있다. 이러한 증명서는 일반적으로 학생이 특정 직업 또는 전문 과목에 대한 지식 수준에 도달했음을 나타낸다. 자격증 프로그램은 전문학사보다 빠르게 완료될 수 있으며 종종 일반 교육 요건이 없다. 학부 증명서는 학사 학위와 연계하여 제공되는 특정 프로그램의 완료를 나타낸다. 대학원 증명서는 학사 학위를 넘어선 연구의 완료를 나타내지만 석사에는 미치지 못한다.
메릴랜드주에서는 최근까지 특정 학업 요건(고급 과정 이수 및 누적 GPA 3.00 등)을 충족하는 졸업하는 고등학교 선배들에게 우수 증명서가 발급되었다. 이 주 전체 증명서는 이후 각 지역 교육 시스템에서 정의하는 "추천서"로 대체되었다.
또한 학생이 정보기술의 특정 네트워킹 기술 영역에서 유능하다고 인정받았음을 확인하는 데 필요한 인증으로 수여될 수도 있다. 따라서 컴퓨터 공학 또는 컴퓨터 과학 졸업생은 고용 기업이 사용하는 특정 기술 또는 장비와 관련된 추가 증명서를 취득해야 할 가능성이 높다. 그렇지 않으면 해당 고용주는 특정 수준의 고객 서비스 또는 보증 보호를 포기(계약 무효)하는 등의 원치 않는 불이익을 겪을 수 있다.

## 고등 학위 증명서
고등 교육 기관이 평생 교육 학생들에게 증명서를 수여하는 것이 점점 더 보편화되고 있다. 이러한 증명서는 다양하며, 일반적으로 엄격한 과정을 포함하며, 많은 협회와 제휴할 수 있다. 예를 들어 CMA 또는 CGA가 있다. 대학 증명서는 또한 사람들이 풀타임으로 일하면서 관심 분야에 참여하는 더 일반적인 방법이 되고 있다. 이들은 일련의 대학 과정에서 최소 학점을 받아 완료할 수 있으며, 때로는 전문 경력을 발전시키는 방법으로 (요구 사항이든 선택이든) 취득된다. 이들은 학계와 직업 세계 모두에서 신뢰와 입지를 얻고 있다.

## 같이 보기
- 학위
- 박사